# Dique La Huertita
El Dique La Huertita se encuentra en el Departamento Libertador General San Martín, provincia de San Luis, Argentina, a 32°25′00″S 65°43′25″O / -32.41667, -65.72361, y con una altitud de 809 m s. n. m.
A 7 km del municipio de San Martín (San Luis) y a 170 km de la ciudad de San Luis, se encuentra este embalse con 470 ha. Es un lago de aguas tranquilas, poblado de pejerrey y de trucha arcoíris, también ofrece las condiciones apropiadas para la práctica de todo tipo de deportes actuáticos.
En el ingreso al área, se encuentran tres clubes de pesca con servicio de alojamiento y de comida y alquiler de botes. También la empresa Piscis dispone de balsas para aquellos pescadores que además de buscar un "buen pique", desean adentrarse en el dique y permanecer en él por varias horas. En caso de requerir mejores comodidades, sólo tendrá entonces que trasladarse hasta la localidad de San Martín, donde se encuentra habilitada durante todo el año la hostería provincial.

## Consorcios de Regantes
Sobre la Cuenca de la Llanura Norte se encuentran el Consorcio Regantes Luján y el Consorcio Usuarios Quines-Candelaria. Cuenta con la disponibilidad de agua del Dique La Huertita y del dique Luján. 

## Potencialidad
Es un embalse para riego y regulación de cauce. Cuando el dique La Huertita está a 12 cm de alcanzar el vertedero, presenta una disponibilidad actual de 18,5 hm³ para regar 4.289 ha; y su disponibilidad de seguir almacenando agua llega al 9 %.

## Accesos
Desde la ciudad capital por ruta provincial RP 20 hasta la localidad de La Toma, luego se va por ruta provincial RP 2 hasta San Martín.

## Complejo Habitacional Turístico
Por Ley N.º VIII-0272-2004 (5579) se destina el Complejo Habitacional existente en el Dique "La Huertita", Departamento San Martín, para fines turísticos.